# Jack Laviolette
Jean-Baptiste „Jack“ Laviolette (* 27. Juli 1879 in Belleville, Ontario; † 10. Januar 1960 in Montréal, Québec) war ein professioneller kanadischer Eishockeyspieler, der in seiner aktiven Zeit von 1902 bis 1918 unter anderem für die Montréal Canadiens in der National Hockey League gespielt hat.

## Karriere
Jack Laviolette begann seine Karriere als Eishockeyspieler bei den Amateurmannschaften Montreal Bell Telephone, Montreal Nationals, Michigan Soo Indians und Montreal Shamrocks, ehe er 1909 von den neugegründeten Montréal Canadiens unter Vertrag genommen wurde, für die er in der Saison 1909/10 sein Debüt in der professionellen Eishockeyliga National Hockey Association gab. Mit den Canadiens gewann der Verteidiger in der Saison 1915/16 zum ersten und einzigen Mal in seiner Laufbahn den prestigeträchtigen Stanley Cup. Für Montréal lief er in der Saison 1917/18, in der ersten Spielzeit der National Hockey League, in insgesamt 20 Spielen auf, in denen er drei Scorerpunkte, darunter zwei Tore, erzielte. Aufgrund seiner Leistungen wurde Laviolette 1960 in Canada's Sports Hall of Fame sowie 1962 in die Hockey Hall of Fame aufgenommen.

## Erfolge und Auszeichnungen
- 1916 Stanley-Cup-Gewinn mit den Montréal Canadiens